# Nils Berghamn
Nils Gustaf "Nisse" Berghamn, född 14 januari 1933, död 20 februari 2017 i Kortedala församling, var en svensk fotbollsspelare och tränare.  

## Spelarkarriär
Berghamn debuterade i Örgryte IS i division II som 16-åring år 1947. Han tillhörde från 1955 Jonsereds IF, med vilka han gick från division IV till division II på fyra säsonger. Till säsongen 1959 värvades han till Gais, där han emellertid bara spelade två allsvenska matcher spelåret 1959. 1961 återvände han till Jonsered, och 1965 gick han till Gerdskens BK som spelande tränare.

## Tränarkarriär
Efter rollen som spelande tränare i Gerdsken tränade Berghamn Jonsered under 1967, och sedan Gerdsken igen åren 1968–1969. Han återkom sedan till Jonsered, som hade ett lag med många talanger, däribland Torbjörn Nilsson. Berghamn ledde Jonsered till seger i division IV 1973 och sedan seger i division III året därpå, och gick därefter till IFK Göteborg, som han tog upp i Allsvenskan 1977. Han blev dock inte kvar i IFK i Allsvenskan utan gick vidare till lokalkonkurrenten Örgryte IS. Därefter tränade han både Ytterby IS och Kortedala IF innan han 1986 återvände till Jonsered.